# Расшива

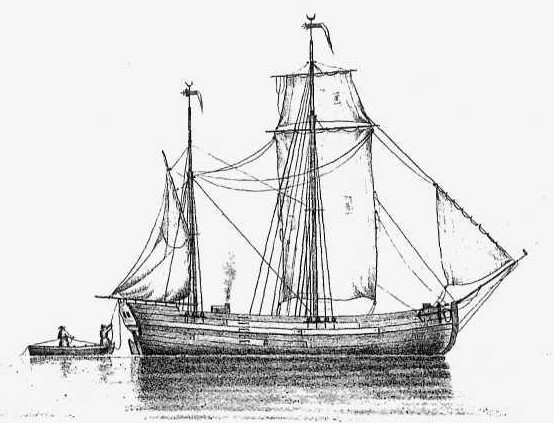
Расшива мангишлакская

Расши́ва — парусное речное плоскодонное судно, использовавшееся на Волге, Мариинской водной системе и Каспийском море в XVIII—XIX веках. 

## Описание конструкции
Строились расшивы преимущественно в Астрахани из соснового и елового пиленого леса, в XIX веке цена одного судна составляла от 800 до 1000 рублей серебром, а срок службы — 7—8 лет.
Грузоподъёмность судов составляла от 114 до 197 тонн, длина — 17—23 метра, ширина — 3—4 метра, осадка — 1,2—1,5 метра. Экипаж расшивы состоял из 5—8 человек.
Конструкция расшив была схожа с конструкцией шкоутов и бакинок, однако из парусного вооружения в отличие от них несли только кливер. На днище в трюме этих судов отсутствовали продольные брусья и брештуксы, которые заменяла внутренняя обшивка, крепившаяся непосредственно к офлотинам и достигавшая подбалочного пояса.
На расшивах использовались 2 якоря: большой назывался бабаем и мог весть до 573 килограммов, вес второго малого якоря мог достигать 246 килограммов. Якорные канаты изготавливались из пеньки и их длина достигала 213 метров. При расшивах обычно держали одно небольшое гребное судно.

## Этимология
Слово расшива происходит от слова Шить или Расшивать. В Вологодской и Астраханской губерниях существовало выражение «расшить стружок в посуду», то есть из стружка или челнока сделать грузовое речное судно.
По другим данным, слово является искажением голландского названия «рейс-шифф». Чертеж этого судна Петр I якобы передал волжскому плотнику-корабельщику Кузьме Балахонцу в 1722 году. Кузьма построил по чертежу несколько судов, которые и положили начало использованию расшив на Волге.

## Применение
Большемерные расшивы использовались по большей части на торговых путях между Мангышлаком, Астраханью и туркменскими портами. Маломерные расшивы в основном использовались для доставки хлеба и леса в порты на западном берегу Каспийского моря, для дальнейшей их транспортировки на Кавказ.
Расцвет расшив пришёлся на 30–40-е годы XIX столетия, когда на Волге насчитывалось около тысячи таких судов. Однако расшивы проиграли конкурентную борьбу с пароходами. Строительство парусных судов постепенно прекратилось, и к концу XIX века расшивы окончательно исчезли с реки.

### Комментарии
1. ↑  7000—12000 пудов.
2. ↑  56—75 футов.
3. ↑  10—13 футов.
4. ↑  4—5 футов.
5. ↑  35 пудов.
6. ↑  15 пудов.
7. ↑  100 саженей.